# Chester Crocker

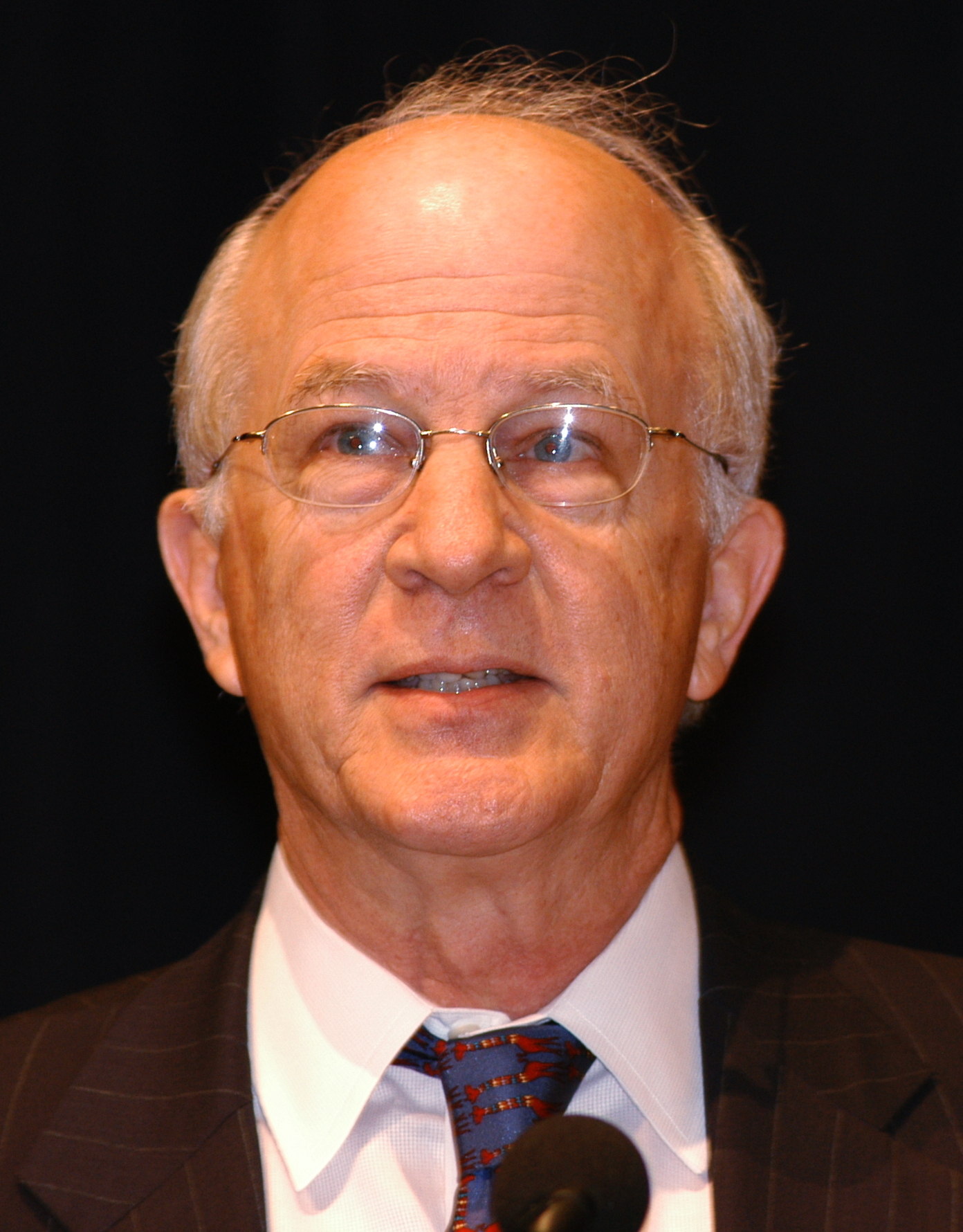
Crocker en 2006.

Chester A. Crocker (Nueva York, Estados Unidos, 29 de octubre de 1941) es un profesor de diplomacia en la Escuela de Servicio Exterior (School of Foreign Service) de la Universidad de Georgetown, presidente de la junta directiva del Instituto de Paz de los Estados Unidos (United States Institute of Peace), y miembro del think tank del Consejo de Relaciones Exteriores (Council on Foreign Relations). Obtuvo su doctorado en la School of Advanced International Studies de la Universidad Johns Hopkins. Crocker es un experto en asuntos africanos y ha escrito libros y artículos en revistas especializadas en temas de geopolítica de África.
La mayor parte de su vida ha trabajado como docente e investigador en distintas universidades. Sin embargo en ocasiones ha trabajado con el gobierno de los Estados Unidos.
Entre 1969 y 1972 Alexander Haig le contrató como experto en asuntos africanos del Consejo Nacional de Seguridad.
Abiertamente crítico de las políticas africanas de Jimmy Carter, cuando Ronald Reagan asumió la presidencia le nombró Secretario de Estado Asistente para Asuntos Africanos; cargo que mantuvo durante los ocho años de Reagan como presidente (1981 - 1989). En este rol fue el principal arquitecto diplomático y mediador en las prolongadas negociaciones entre Angola, Cuba, y Sudáfrica que llevaron tanto a la transición de Namibia a un gobierno democrático y a su independencia como al retiro de las tropas cubanas de Angola.
- Datos: Q2962859